# Федерация баскетбола Азербайджана
Федерация баскетбола Азербайджана — организация, занимающаяся проведением соревнований по баскетболу на территории Азербайджана. 

## История
В 1931 году азербайджанская мужская сборная команда заняла первое место в регионе Закавказья и впервые получила право на участие самостоятельной командой в первенстве СССР.
Федерация баскетбола Азербайджана была создана 12 марта 1993 года, после того, как Азербайджан восстановил свою независимость.
В 1994 Федерация стала полноценным членом Международной баскетбольной федерации. 
По причине неучастия на собраниях и мероприятиях ФИБА с 1997 по 2000 год, Азербайджан был лишён полноправного членства, но вскоре на конгрессе ФИБА, который состоялся в Турции, членство Азербайджанской баскетбольной федерации было восстановлено.
Федерация ответственна за проведение чемпионата и кубка Азербайджана по баскетболу.  
Федерация составляет регламент и календарь проведения чемпионата и кубка.
В августе 2002 года председатель Национального Олимпийского Комитета Ильхам Алиев встретился с чемпионом по баскетболу Римас Куртинайтисом, после чего в сентябре Римас был назначен главным тренером национальной сборной.
В 2006 году сборная приняла участие в Европейском Кубке Развития ФИБА в Албании, где заняла первое место.
В 2012 году Али Тон стал тренером сборной Азербайджана по баскетболу.
Согласно результатам рейтинга ФИБА 2017 года, Федерация баскетбола Азербайджана занимает 49-е место в мире среди 181 страны и 28-е среди европейских стран.